# コントラクト・マニュファクチャラー
コントラクト・マニュファクチャラー（英: contract manufacturer）は委託製造請負業者の一種。日本語では契約製造業者や外注工場と訳される。略称はCM。

## 役割
他企業から有償で製造を受託する。業者への原材料や部品の調達は、委託者から供給が行われる場合と自らが調達する場合がある。ただ、委託加工生産にはトール・マニュファクチャラー（Toll Manufacturer：TM）とコントラクト・マニュファクチャラーがあるが、トール・マニュファクチャラーとは異なり、コントラクト・マニュファクチャラーの製造業者は加工工程の原材料、仕掛品、製品の所有権をもつ。
契約製造企業には顧客であるリード・ユーザー（キーバイヤー）から独立し、自社ブランドを確立してブランドメーカーに成長する企業もある。